# End of the Road (1970)
End of the Road is een  Amerikaanse filmkomedie uit 1970 onder regie van Aram Avakian. Hij won met deze film de Gouden Luipaard op het filmfestival van Locarno.

## Verhaal
In een treinstation wordt Jacob Horner overgehaald om zich te laten opnemen in een bizar krankzinnigengesticht. Nadien neemt hij een betrekking aan als docent Engels aan de universiteit en begint hij een affaire met Rennie, de vrouw van een professor.

## Rolverdeling
| Acteur           | Personage               |
| ---------------- | ----------------------- |
| Stacy Keach      | Jacob Horner            |
| Harris Yulin     | Joe Morgan              |
| Dorothy Tristan  | Rennie Morgan           |
| James Earl Jones | Dr. D                   |
| Grayson Hall     | Peggy Rankin            |
| Ray Brock        | Sniperman / Mrs. Dockey |
| John Pleshette   | Finkle                  |
| Gail Gilmore     | Miss Gibson             |
| Maeve McGuire    | Receptioniste           |
| Norman Simpson   | Dr. Scott               |
| Graham Jarvis    | Dr. Carter              |
| June Hutchinson  | Miss Banning            |
| Joel Oppenheimer | Chicken Man             |
| James Coco       | School Man              |
| Oliver Clark     | Dog Man                 |